# Религия в Сирии
В Сирийской Арабской республике нет официальной религии. Конституция страны, принятая в 2012 году, обязывает государство «уважать все религии и обеспечивать свободу выполнения всех ритуалов, не нарушающих общественный порядок» (статья 3). Конституция также провозглашает равенство всех граждан, вне зависимости от их религии или вероисповедания (статья 33). Вместе с тем, согласно действующей конституции, религией президента республики является ислам, а исламская юриспруденция должна быть основным источником законодательства.
В 2010 году большинство жителей Сирии (92,8 %) исповедовали ислам. Крупнейшее религиозное меньшинство представляли христиане (5 % — 6 %).
Ряд религиозных праздников отмечаются в Сирии официально. Среди таковых Рождество, православная и западная Пасха, мусульманский Новый год, Курбан-байрам, Ураза-байрам и День рождения Пророка.

## Ислам

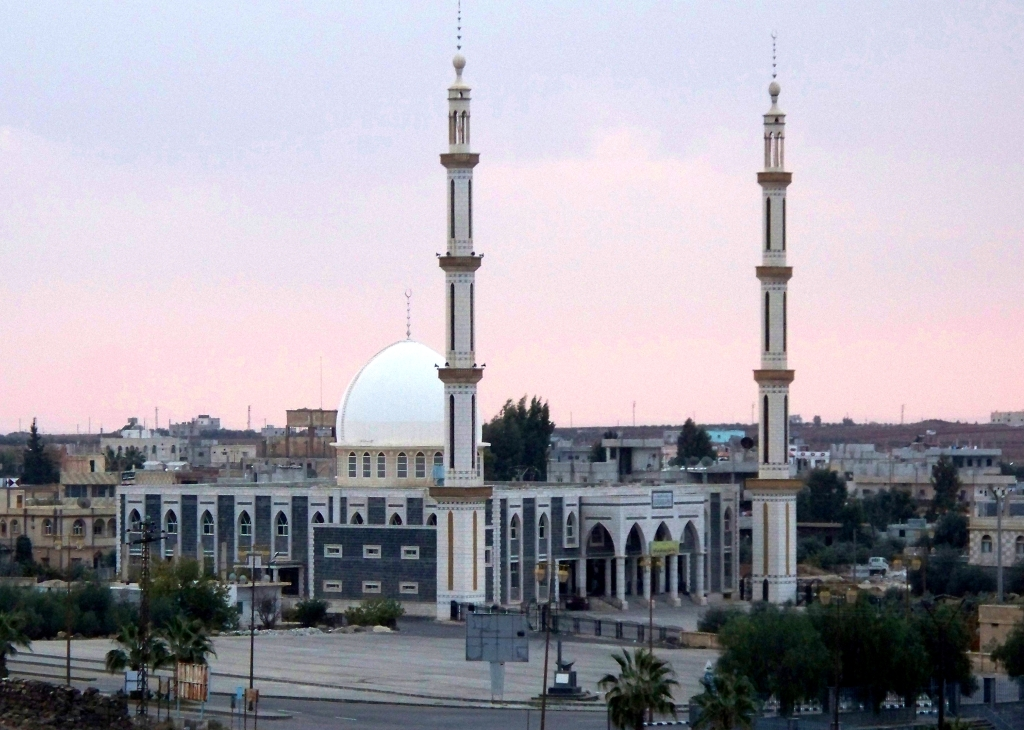
Мечеть в Босра

В 634—640 гг. Сирия подверглась завоеванию арабами-мусульманами, в результате чего регион становится частью Исламской империи. При Омеядах в 661 году Дамаск превращается в столицу Арабского халифата, большинство жителей к этому времени были обращены в ислам. Вместе с тем, к оставшемуся христианскому и иудейскому меньшинству существовало терпимое отношение. В дальнейшем Сирия находилась под властью египетских мамлюков, тимуридов и турок-османов.
В настоящее время (2010 год) мусульмане составляют до 92,8 % населения Сирии. В некоторых источниках существует меньшие цифры. Иногда это связано со спорной классификацией друзов, которых зачастую не причисляют к мусульманам.
При этом доля мусульман в населении страны последнее время увеличивалась — в 1990 году мусульмане составляли 87 % жителей Сирии. Связано это с существенной эмиграцией христиан и более высоким естественным приростом мусульман.

### Сунниты
Большинство сирийских мусульман — сунниты (74 % населения). Суннизма придерживается основная часть сирийских арабов, подавляющее большинство курдов, черкесов, туркмен, турок, палестинцев. Сунниты составляют большинство в 12 из 14 мухафаз Сирии. Большинство суннитов придерживается ханафитской правовой школы, помимо них имеется значительное число сторонников шафиитского мазхаба. В стране проживает небольшое число сторонников ханбалитской традиции, тесно связанной с консервативной ваххабитской школой, отождествляемой с королевской семьёй Саудовской Аравии.

### Шииты
13 % населения Сирии являются мусульманами-шиитами. В это число входят алавиты (11,5 %), исмаилиты (1 %) и двунадесятники (0,5 %). Некоторые источники включают в число шиитов и сирийских друзов — в таком случае доля шиитов в общем населении Сирии возрастает.

#### Алавиты

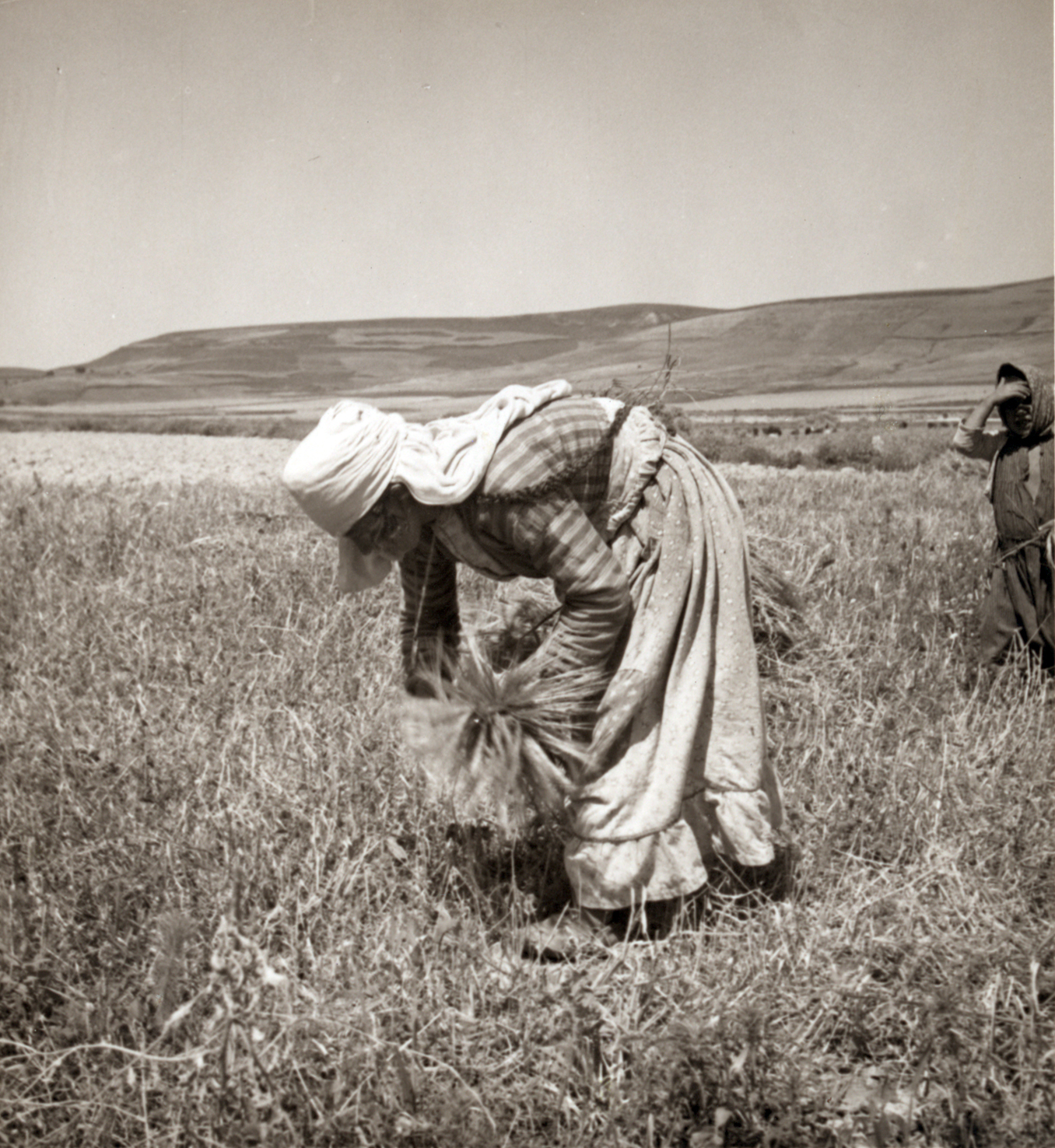
Алавитская женщина собирает колосья. Фото 1938 года

В современной Сирии алавиты проживают преимущественно в Латакии, где они составляют большинство населения. В течение нескольких столетий алавиты представляли собой репрессируемое и эксплуатируемое меньшинство. Большинство из них были заняты в сельском хозяйстве, в том числе и обслуживая суннитских земевладельцев. После того как к власти пришёл Хафез аль-Асад и его семейный клан, условия жизни алавитов значительно улучшились. В современной Сирии алавитское меньшинство обладает повышенным политическим статусом, несоразмерным его численности, особенно в вооружённых силах и службах безопасности.
К 2015 году в ходе продолжающейся гражданской войны в стране погибли до трети мужчин-алавитов призывного возраста.

#### Исмаилиты
Исмаилиты Сирии проживают преимущественно к югу от города Саламия. Эти земли были дарованы исмаилитам в 1876—1909 гг. османским султаном Абдул-Хамидом II. Небольшое число исмаилитов можно было встретить и в городе Хомс. Несколько тысяч исмаилитов сосредоточены в горах к западу от Хамы; ещё несколько тысяч — в районе Латакии. Последние две группы исмаилитов проживают в бедности, страдая от голода и перенаселённости земель. Эти факторы приводят к миграции исмаилитов в более богатые восточные районы страны, а также к сезонной миграции в Саламию, где многие из исмаилитов находят работу во время сбора урожая.
Большинство сирийских исмаилитов — низариты.

#### Двунадесятники
Ещё одна религиозная группа сирийских шиитов — двунадесятники (иснашаариты) насчитывает до 25 тыс. последователей. Общины шиитов-двунадесятников имеются в Дамаске и в деревнях мухафазов Идлиб, Хомс и Алеппо. Сирийские двунадесятники поддерживают тесные связи с ливанскими иснашааритами; в религиозных вопросах они зачастую обращаются за помощью в религиозные центры двунадесятников в Ираке (в Кербеле и Эн-Наджафе) и Иране.

### Друзы

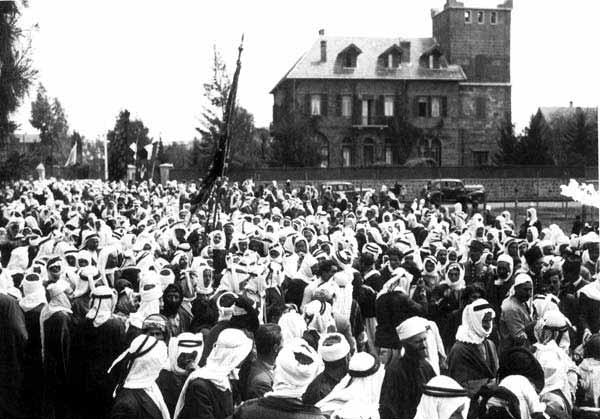
Воины-друзы готовятся идти в бой. 1925 год

Друзы Сирии возводят свою историю к началу XVIII века, когда часть ливанских друзов переселилась в один из районов южной Сирии (получивший название Джебель-Друз). В годы борьбы за независимость Сирии друзы играли ведущую роль; под военным руководством султана Паши аль-Атраша друзы обеспечили большую часть военной силы во время национально-освободительного восстания в Сирии в 1925-27 годах.
До начала гражданской войны в Сирии большинство друзов проживало на т. н. Друзском нагорье с центром в городе Эс-Сувайда. На юге страны поселения друзов имелись также в провинции Кунейтра. В небольшом количестве друзы проживают на севере страны в провинции Идлиб. Поселения друзов имеются и в столичном регионе.
Согласно Всемирной книге фактов ЦРУ друзы составляют 3 % населения Сирии (то есть 516 тыс. верующих в 2016 году).
Следует также помнить, что положение друзов в религиозной классификации не однозначно — некоторые источники определяют их как шиитскую секту, некоторые выделяют в отдельную религию.

## Христианство
До появления ислама Сирия находилась под сильным влиянием христианства. Христианство появилось в Сирии в 1 веке и первоначально утвердилось среди еврейского населения. После падения Иерусалима Антиохия стала христианским центром в восточной части Римской империи. После Халкидонского собора, прошедшего в 451 году, в регионе начинает преобладать восточное православие.

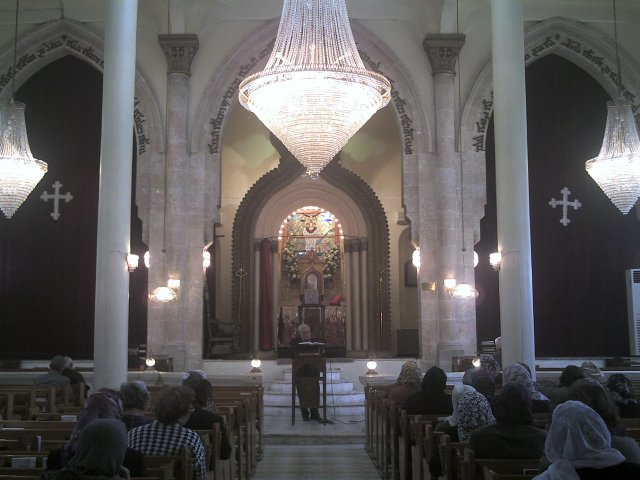
Богослужение в храме Сирийской древневосточной церкви. Алеппо, 2006 год

На протяжении всего XX века численность христиан в стране росла, однако их доля в общем населении страны неуклонно снижалась — от 16 % в начале века, к 10 % в 1970 году и 7,8 % в 2000 году. Это было связано как с более высоким естественным приростом у мусульман, так и существенной эмиграцией христиан в Северную и Южную Америку и более богатые страны Персидского залива. В 2010 году численность всех христиан в стране оценивалась в разных источниках от 1,06 млн (5,2 %) до 1,2 млн (5,5 %) и 1,4 млн (6,3 %). Накануне гражданской войны в Сирии также временно находились сотни тысяч иракских христиан-беженцев, однако по мере эскалации конфликта в самой Сирии последние переселились в соседние страны или вернулись в Ирак.
Большинство сирийских христиан — жители городов, в первую очередь Дамаска, Алеппо, Хомса, Хама, Латакии, Сувайды, Тартуса. Крупные христианские общины имелись и в провинции Хасака в северо-восточной части страны. По сравнению с представителями других религий, среди христиан заметнее прослойка людей, получивших высшее образование и трудящихся на высокооплачиваемых работах («белые воротнички»).
В результате начавшейся в 2011 году в Сирии гражданской войны христиане стали одной из наиболее уязвимых и преследуемых религиозных групп. Значительное число сирийских христиан стали вынужденными беженцами. По сообщениям прессы к 2016 году в Сирии остались лишь 0,5 млн христиан из 1,25 млн, проживавших на её территории в 2011 году.

### Православие

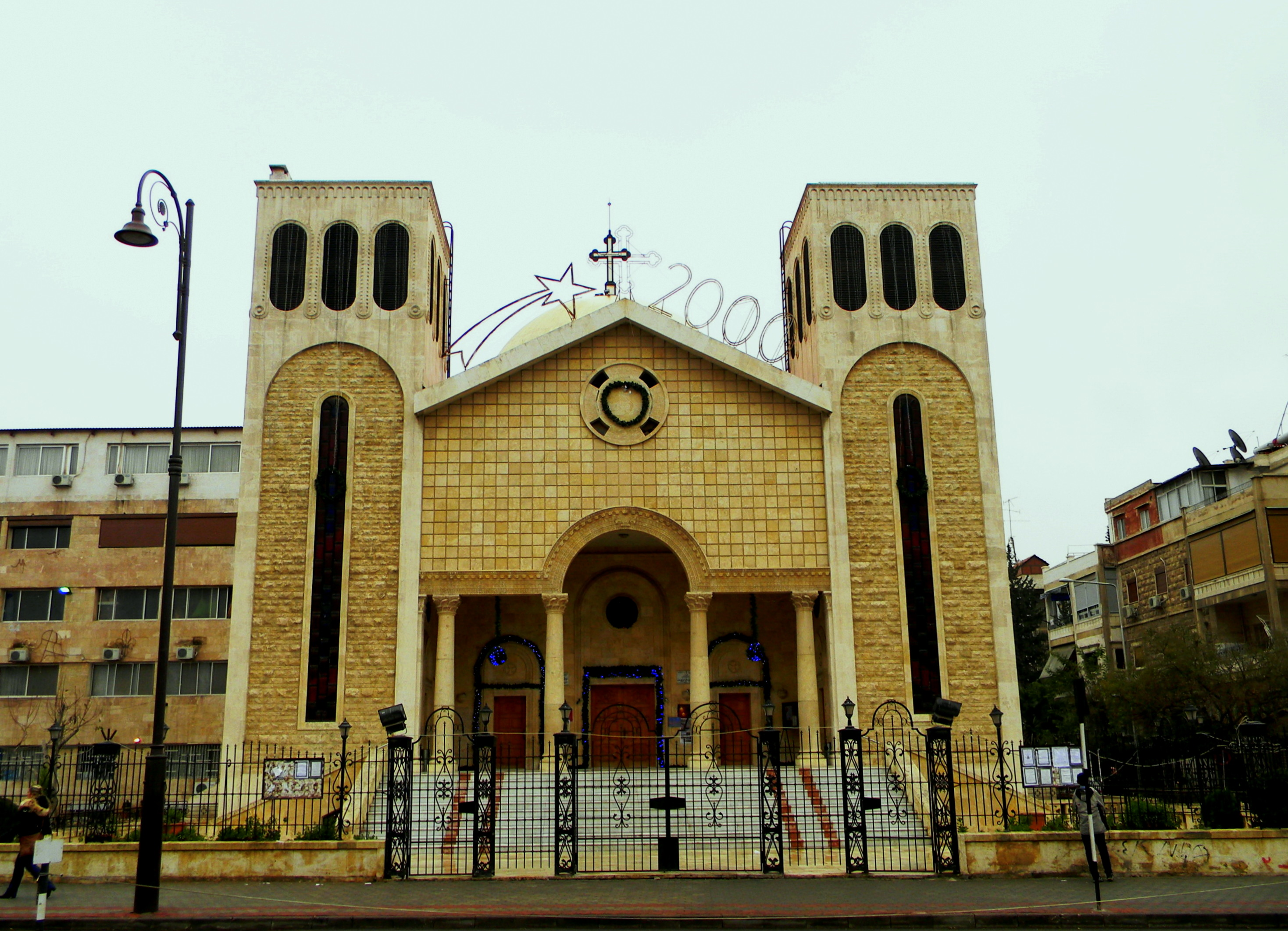
Кафедральный собор Антиохийской православной церкви в Алеппо

Собственно православие представлено в Сирии Антиохийской православной церковью. Территория Сирии разделена на 6 епархий (архидиоцезов): Дамасская архиепископия, Веррийская митрополия (Халеб), Басрская митрополия (Сувейда), Эмесская митрополия (Хомс), Эпифанийская митрополия (Хама) и Лаодикийская митрополия (Латакия). По оценкам, в 2010 году в Сирии проживало 260 тыс. верующих Антиохийской православной церкви, объединённых в 161 приход.
В 1958 году в Дамаске было открыто представительство Русской православной церкви. В 1973 году при представительстве был освящён храм в честь Игнатия Богоносца. С конца 1990-х годов в стране заметно возросло число русскоязычных православных; среди таковых были как женщины из России, Белоруссии, Украины, вышедшие замуж за сирийцев, так и работники дипломатического корпуса, различных российских представительств. Были образованы ещё два прихода РПЦ — в Латакии и Алеппо. После начала гражданской войны в Сирии в 2011 году их деятельность была приостановлена; в 2016 году сообщалось об эвакуации русского прихода в Дамаске.

### Древние восточные церкви

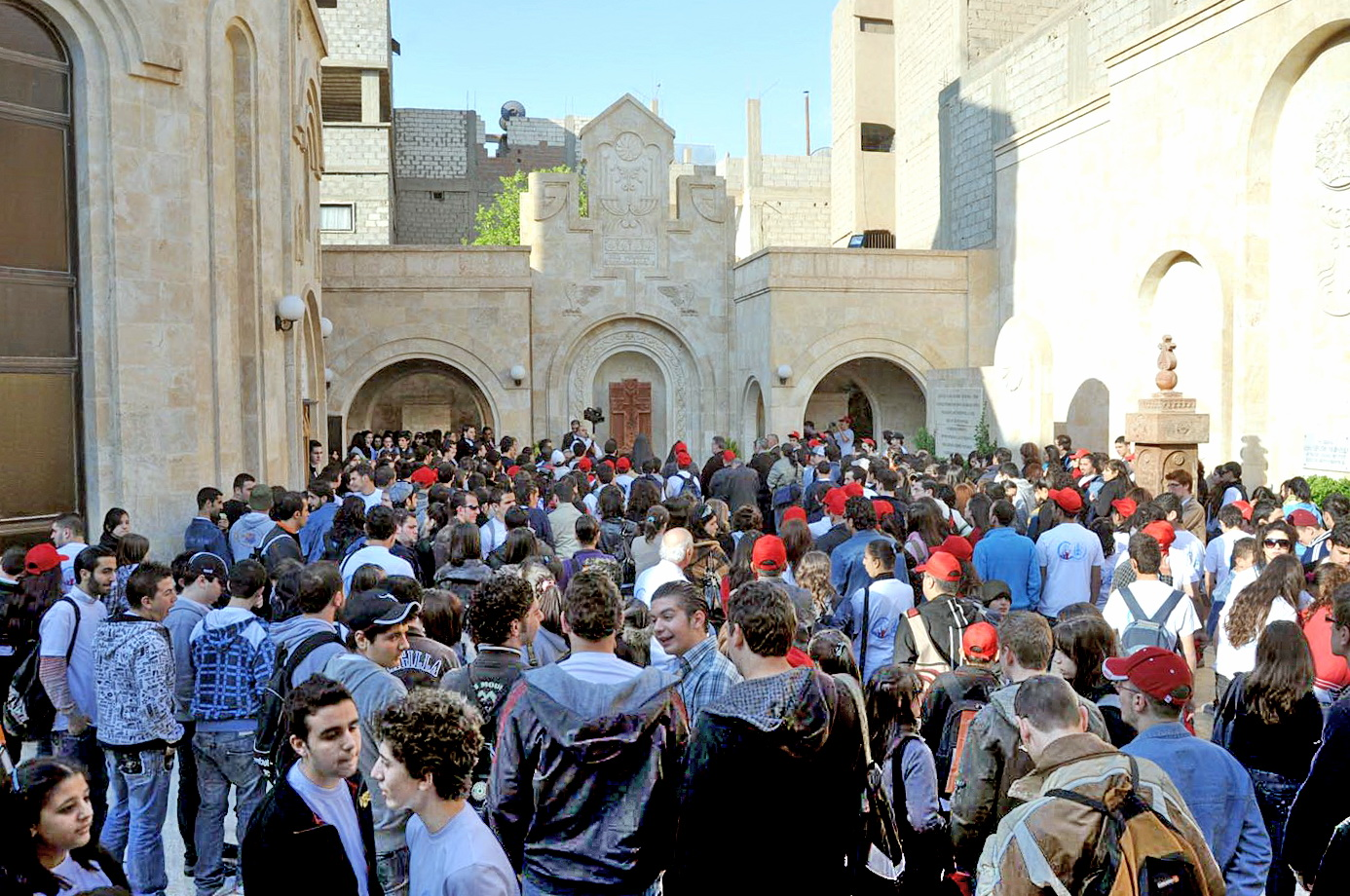
Армянские паломники на Мемориале памяти жертв геноцида в Дайр-эз-Зауре, 2009 год

Многие сирийцы не приняли определений Халкидонского собора (451 год); в результате произошедшего раскола была образована Сирийская православная церковь. Церковь относится группе ориентальных (нехалкидонских) церквей, а её прихожан обычно кратко именуют яковитами. В 2010 году в Сирии действовало 54 прихода данной церкви, прихожанами которых считались 195 тыс. человек.
Ещё в XIII веке на территории Сирии обосновались армяне; их численность заметно возросла в нач. XX века, за счёт беженцев из Турции, покинувших эту страну в результате геноцида. В настоящее время большинство верующих армян в Сирии являются прихожанами Армянской апостольской церкви (до 150 тыс. в 2010 году). Большая часть армяно-григориан проживают в Алеппо, крупные общины имеются также в Эль-Камышлы и Дамаске.
Ещё одной крупной нехалкидонской церковью в Сирии является несторианская в вероучении Ассирийская церковь Востока. Большинство верующих несториан в Сирии являются потомками беженцев, бежавщих из окрестностей иракского Мосула от преследований в 1930-х годах. По некоторым данным в 2010 году прихожанами церкви были до 70 тыс. сирийцев.

### Католики

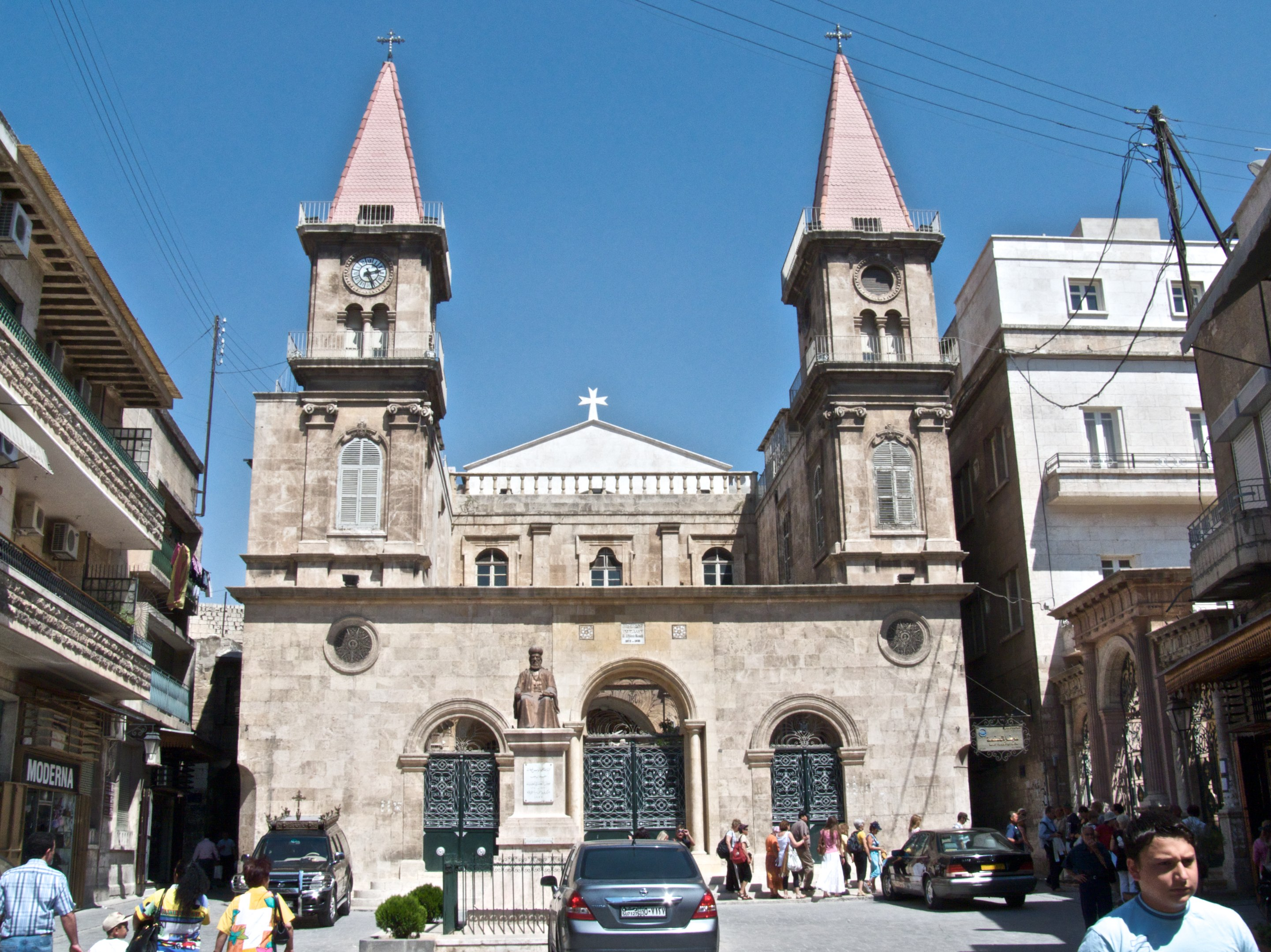
Маронитская церковь св. Илии в Алеппо

Римско-католическая церковь сумела вновь закрепиться в регионе только в XVI веке, когда ряд православных общин Сирии вошли в евхаристическое общение с Римом. Среди них была Маронитская католическая церковь, история которой прослеживается до королевства крестоносцев в XII веке. Между XVI и XVIII веками появляются Мелькитская, халдейская и Сирийская католические церкви.
В 2010 году в Сирии проживало 430 тыс. католиков (как римо-католиков, так и верующих пяти восточнокатолических церквей). По собственным данным церкви, к 2014 году это число сократилось до 270 тыс. В это число входят мелькиты (92 тыс., 6 архиепархий), сиро-католики (74 тыс., 4 архиепархии), марониты (64 тыс., 3 архиепархии), армяно-католики (17 тыс., 3 архиепархии), халдо-католики (10 тыс., 1 архиепархия). Ещё 13 тыс. верующих являются римо-католиками, которые проживают преимущественно в Алеппо.

### Протестанты

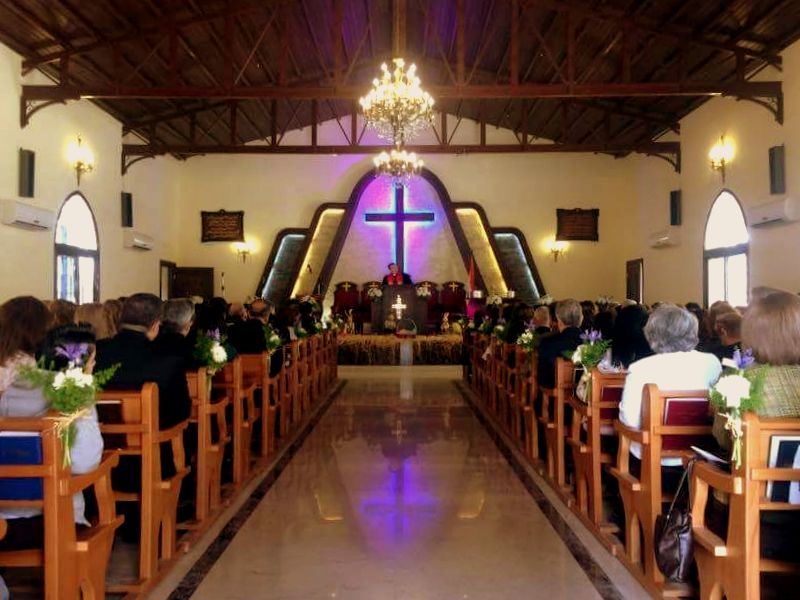
Богослужение в протестантской церкви в Алеппо, 2016 год

Первые протестантские миссии обосновались в Сирии в XIX веке. Это были преимущественно американские реформаты. После Первой мировой войны из соседней Турции в Сирию бежали значительное число армян, среди которых были протестанты-реформаты. Ими был создан Союз армянских евангельских церквей Ближнего Востока. После Второй мировой войны в Сирии начали деятельность баптисты, пятидесятники и др.
В 2010 году в стране проживали 40 тыс. протестантов. Свыше половины из них являлись прихожанами церквей реформатской традиции. Ещё 5 тыс. относились к англиканской церкви. Общины перфекционистов, баптистов, пятидесятников и др. евангельских христиан были относительно немногочисленными. Помимо духовной работы, сирийские протестанты вовлечены в социальное служение, включая ряд медицинских и общеобразовательных проектов. Так, с 1855 года в Хомсе действует частная Национальная евангелическая школа, в которой одновременно обучается более 2 тыс. детей разной религиозной принадлежности.

### Антитринитарии
В стране имеется небольшое число сторонников антитринитарных христианских религиозных организаций. Ещё в конце XIX века проповеднической деятельностью среди христиан-армян в Алеппо занялись мормоны, миссия которых с небольшими перерывами просуществовала до 1951 года. С 1997 года филиал Церкви Иисуса Христа святых последних дней был открыт в Дамаске. Его посетителями были преимущественно члены иностранных миссий, временно проживающие в стране.
В первой половине XX века в Сирию проникли свидетели Иеговы. С 1964 года их деятельность в стране запрещена. В частности, им запрещены религиозные встречи; литература организации конфисковывается и уничтожается.

## Иудаизм

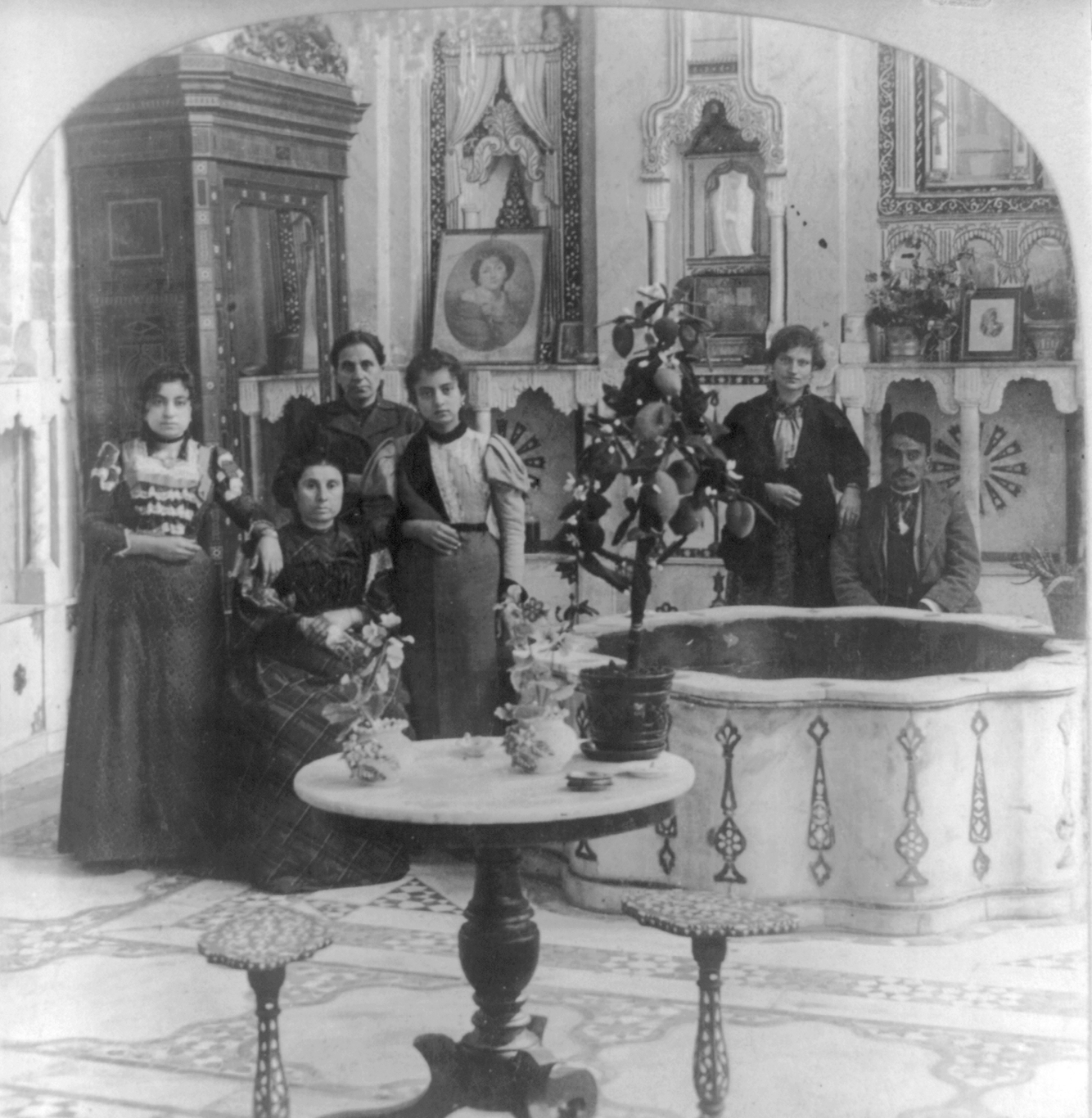
Еврейская семья в собственном доме. Дамаск, 1910 год

Евреи присутствовали на территории современной Сирии на протяжении всей своей истории, с XVIII века до н. э. В начале н. э. крупные еврейские общины существовали практически во всех крупных городах страны — в Антиохии, Дамаске, Алеппо, Латакии, Хомсе, Тадморе и других. После превращения христианства в государственную религию Римской империей положение евреев ухудшилось; различные христианские правители Сирии пытались обратить евреев в христианство насильно. В период правления династии Омейядов права и свободы еврейского населения были увеличены; среди приближённых к власти были христиане и евреи. В конце IX — первой половине X века еврейская община страны численно возросла, благодаря притоку беженцев из Вавилонии. В годы правления Салах ад-Дина и его преемников из династии Айюбидов еврейская община Сирии процветает, немало евреев занимает высокие государственные посты.
В конце XV — начале XVI веков в страну массово переселяются сефарды, изгнанные из Испании и Португалии. Вплоть до конца XVIII века численность иудеев в Сирии возрастала. Со второй половины XIX века евреи Сирии начинают переселяться в Израиль, а также в страны Латинской Америки и Ливан.
К моменту провозглашения независимости государства Израиль в Сирии проживало 15-16 тыс. евреев. В течение последующего десятилетия ок. 10 тыс. евреев покинуло страну, переселившись в Израиль, страны Западной Европы и Америку. По состоянию на 2010 год в Сирии проживало 90 иудеев. В основном это были люди преклонного возраста, проживающие в Дамаске и Алеппо.

## Другие

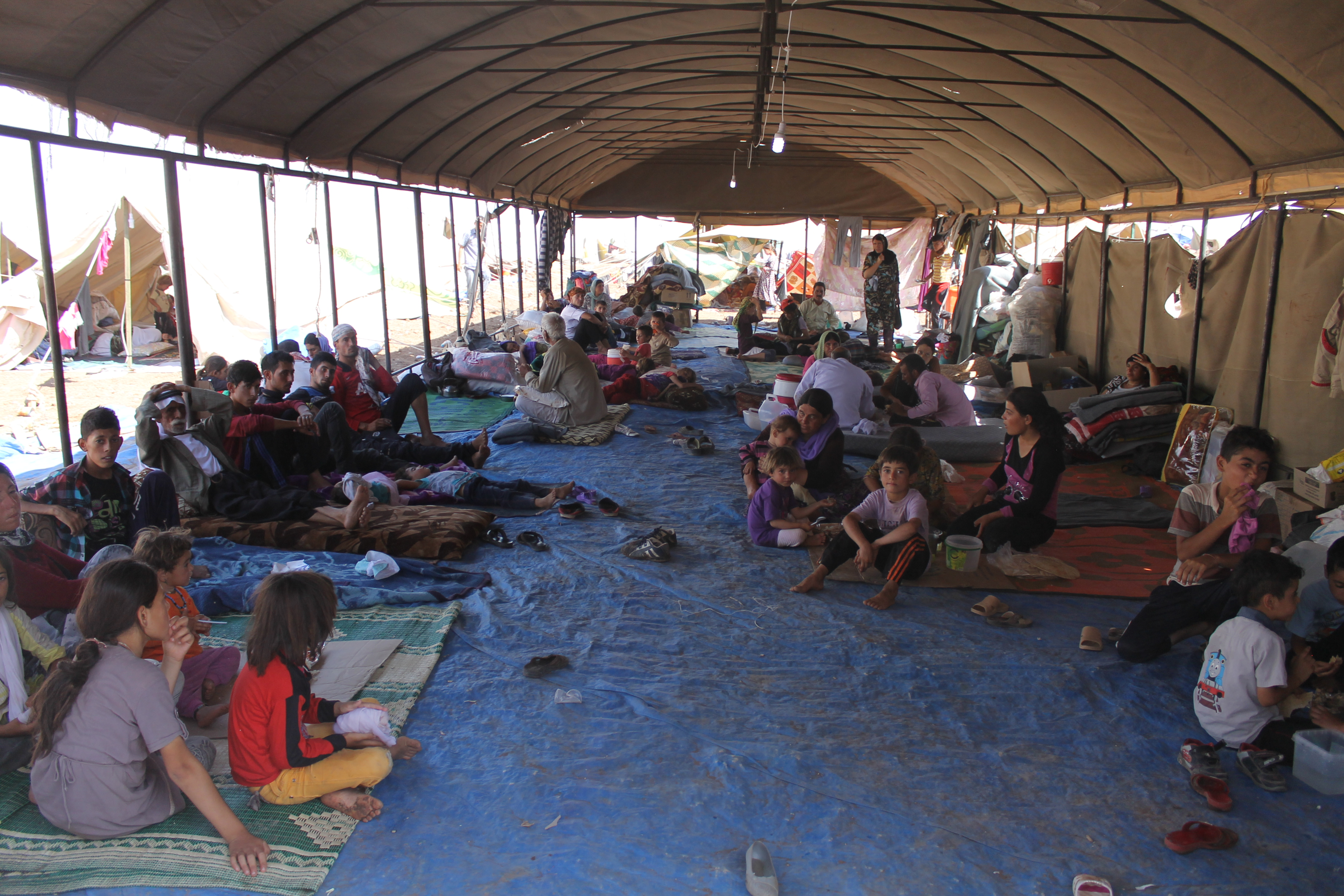
Иракские езиды в лагере для беженцев на северо-востоке Сирии. 2014 год

Ещё одним крупным религиозным меньшинством в Сирии являются езиды. На рубеже XX и XXI веков число езидов в стране существенно выросло — с 25 тыс. в сер. 1990-х годов до 80 тыс. в 2011 году. Происходило это за счёт массового притока беженцев с Ирака. Езиды проживают в окрестностях Алеппо и на северо-востоке страны.
По состоянию на 2010 год в Сирии имелась небольшая община сторонников веры бахаи (180 верующих) и зороастрийцев (40 человек).

## Не религиозные
По оценкам, в 2010 году до 2 % населения страны были не религиозны.

## Конфессиональная политика государства
Конфессиональную политику в Сирии определяет Министерство по делам религии. Государство декларирует равенство всех граждан перед законом. При этом юридически признанными являются лишь три религии: ислам, христианство и иудаизм. Религиозная принадлежность граждан Сирии документируется в свидетельстве о рождении и указывается в юридической документации при вступлении в брак. Все религиозные группы должны регистрироваться в правительстве; специального разрешения от правительства также требуют любые религиозные собрания, за исключением регулярных богослужений.
До начала гражданской войны режим Асада в целом допускал свободу вероисповедания, следя за тем, чтобы религиозная деятельность не перетекала в политическую сферу. По этому принципу в Сирии была запрещена любая организация, которая считалась салафитской. При том, что правительство не определяло точные параметры того, что понимается под «салафитской деятельностью», под этим термином обычно обозначался суннитский фундаментализм. Согласно Закону 49, присоединение к сирийскому отделению организации «Братья-мусульмане» наказуемо смертью. До 2012 года приговор обычно заменялся на 12 лет тюрьмы. Однако в дальнейшем приговоры варьировались от длительного тюремного заключения до смертной казни.
Правительство Сирии также старается ограничивать прозелитизм и переход из одной религии в другую. При этом запрещается обращение мусульман в другие религии, как нарушение шариата. Однако переход христиан в ислам допускается. Также женщина-мусульманка не может на законных основаниях выйти замуж за мужчину-христианина, в то время как христианка может законно выйти замуж за мусульманина. Статья 462 Уголовного кодекса Сирии предусматривает наказание за публичное оскорбление религиозных чувств в виде лишения свободы на срок до двух лет.